# Comté de Coonamble
Le comté de Coonamble (en anglais : Coonamble Shire) est une zone d'administration locale située dans l'État de Nouvelle-Galles du Sud en Australie. 

## Géographie
Le comté s'étend sur 9 926 km2 dans l'Orana et est arrosé par la Castlereagh et traversé par la Castlereagh Highway. 
Il comprend les villes de Coonamble, Gulargambone et Quambone.

## Histoire
Le district municipal de Coonamble est institué le 3 mai 1880 et le comté de Wingadee fait partie des 134 comtés créés le 7 mars 1906.
Le comté de Coonamble est créé le 1er mai 1952 par la fusion de Coonamble et du comté de Wingadee.

## Démographie
La population s'élevait à 3 918 habitants en 2016.

## Politique et administration
Le conseil comprend neuf membres élus pour quatre ans, qui à leur tour élisent le maire pour deux ans. À la suite des élections du 4 décembre 2021, le conseil est formé de neuf indépendants.

### Liste des maires
| Période                                  | Période        | Identité       | Étiquette   | Qualité |
| ---------------------------------------- | -------------- | -------------- | ----------- | ------- |
| Les données manquantes sont à compléter. |                |                |             |         |
| 2012                                     | 2013           | Tom Cullen     | Indépendant |         |
| septembre 2013                           | septembre 2015 | Ahmad Karanouh | Indépendant |         |
| septembre 2015                           | septembre 2018 | Michael Webb   | Indépendant |         |
| septembre 2018                           | janvier 2022   | Ahmad Karanouh | Indépendant |         |
| 11 janvier 2022                          | en fonction    | Tim Horan      | Indépendant |         |